# 1330
Năm 1330 (số La Mã: MCCCXXX) là một năm thường bắt đầu vào thứ hai trong lịch Julius.

## Sự kiện
- Người Bulgaria dưới sự chỉ huy của hoàng Michael III là bị đánh bại bởi người Serbia trong trận Velbuzhd, Bulgaria không mất bất kỳ vùng lãnh thổ về tay Serbia nhưng không thể ngăn chặn việc Serbia bành trướng về phía khu vực có dân Bungari áp đảo Macedonia.
- 19 tháng 10 - vua Edward III của Anh bắt đầu trị vì, hành quyết [nhiếp chính [Roger ông Mortimer, bá tước thứ nhất của March| Roger Mortimer.]]
- 9 tháng 11 - Trận Posada: Người Wallachia dưới sự chỉ huy của Basarab I, đánh bại Hungary, mặc dù quân ít hơn rất nhiều.

## Sinh
- 15 tháng 6 - Edward, Hoàng tử đen, con trai của Edward III của Anh (mất 1376)
- 4 tháng 7 - Ashikaga Yoshiakira, shogun Nhật Bản (mất 1367)
- 25 tháng 10 - II của Flanders Louis (mất 1384)
- Franz Ackerman, người Flemish (mất 1387)
- Altichiero, họa sĩ Ấn Độ (mất 1390)
- John Gower, nhà thơ người Anh (mất 1410)
- Peter Parler, kiến trúc sư người Đức (mất 1399)
- Nicolas Flamel, nhà giả kim (mất 1417)

## Mất
- Danh tướng, hoàng tử Trần Nhật Duật nhà Trần nước Đại Việt, người có công tham gia đánh đuổi quân Mông Nguyên cuối thế kỷ 13.